# Férfi 4 × 100 méteres gyorsváltó az 1970-es úszó-Európa-bajnokságon
Az 1970-es úszó-Európa-bajnokságon a férfi 4 × 100 méteres gyorsváltó selejtezőit szeptember 9-én, a döntőt szeptember 10-én rendezték. A versenyszámban 11 csapat indult el. A győztes a Szovjetunió lett Európa-csúccsal. A magyar váltó a hetedik helyen végzett.

## Rekordok
|              | Név                                             | Nemzet      | Idő    | Helyszín    | Dátum               |
| ------------ | ----------------------------------------------- | ----------- | ------ | ----------- | ------------------- |
| Világcsúcs   | Don Havens Mike Weston Bill Frawley Frank Heckl | USA         | 3:28,8 | Los Angeles | 1970. augusztus 23. |
| Európa-csúcs |                                                 | Szovjetunió | 3:34,2 |             |                     |

A versenyen új rekord született:
| Európa-csúcs | döntő | Szovjetunió · Vlagyimir Bure · Viktor Mazanov · Georgijs Kuļikovs · Leonyid Iljicsov | 3:32,3 | Barcelona, Spanyolország | szeptember 10. |

## Eredmények
A rövidítések jelentése a következő:
| - Q: továbbjutás időeredmény alapján - ECR: Európa-bajnoki rekord | - WR: világ rekord - ER: Európa-rekord | - NR: országos rekord |

### Selejtezők
| Helyezés | Futam | Név                                                                                               | Nemzet             | Idő    | Megj. |
| -------- | ----- | ------------------------------------------------------------------------------------------------- | ------------------ | ------ | ----- |
| 1.       | 2     | Viktor Aboimov (55,6) Viktor Mazanov (54,1) Ahmed Anarbaev (53,1) Leonyid Iljicsov (54,7)         | Szovjetunió        | 3:37,5 | Q     |
| 2.       | 1     | Jochen Herbst (55,4) Frank Seebald (53,8) Peter Rund (55,1) Udo Poser (53,4)                      | NDK                | 3:37,7 | Q     |
| 3.       | 1     | José Chicoy (54,6) José Pujol (54,8) Culebras (54,9) Jorge Comas (54,4)                           | Spanyolország      | 3:38,7 | Q, NR |
| 4.       | 2     | Rainer Jacob (55,8) Wolfgang Kremer (54,5) Sheidel (55,2) Gerhard Schiller (54,5)                 | NSZK               | 3:40,0 | Q     |
| 5.       | 1     | Laboute (56,6) Alain Hermitte (54,4) Gérard Letast (55,3) Gilles Vigne (53,8)                     | Franciaország      | 3:40,1 | Q     |
| 6.       | 1     | Roberto Pangaro (55,7) Fabrizio Nardini (54,1) Michele D'Oppido (55,6) Giampiero La Monica (55,4) | Olaszország        | 3:40,8 | Q, NR |
| 7.       | 2     | Szentirmay István (55,0) Csatlós Csaba (56,6) Riskó Géza (55,3) Császári Attila (54,1)            | Magyarország       | 3:41,0 | Q     |
| 8.       | 2     | Ørjan Madsen (55,1) Ulf Gustavsen (54,5) Jan-Erik Korsvold (55,1) Sverre Kile (56,8)              | Norvégia           | 3:41,5 | Q     |
| 9.       | 2     | Raymond Terrell (56,1) Michael Bailey (55,5) Martyn Woodroffe (55,6) MalcolmWindeatt (54,7)       | Egyesült Királyság | 3:41,9 |       |
| 10.      | 2     | Piotr Chmielewski (55,9) Wojtakajtis (55,6) Langer (57,0) Zbigniew Pacelt (54,4)                  | Lengyelország      | 3:42,9 | NR    |
| 11.      | 1     | Pano Capéronis (55,2) Hanspeter Würmli (56,1) Jürg Strasser (56,6) Alain Baudin (57,3)            | Svájc              | 3:45,2 | NR    |

### Döntő
| Helyezés | Pálya | Név                                                                                               | Nemzet        | Idő    | Megj. |
| -------- | ----- | ------------------------------------------------------------------------------------------------- | ------------- | ------ | ----- |
|          | 4     | Vlagyimir Bure (53,1) Viktor Mazanov (53,5) Georgijs Kuļikovs (53,2) Leonyid Iljicsov (52,5)      | Szovjetunió   | 3:32,3 | ER    |
|          | 6     | Gerhard Schiller (53,7 NR) Rainer Jacob (54,0) Folkert Meeuw (53,8) Hans Faßnacht (52,6)          | NSZK          | 3:34,1 | NR    |
|          | 5     | Roland Matthes (53,2 NR) Lutz Unger (54,4) Frank Seebald (53,5) Udo Poser (53,5)                  | NDK           | 3:34,6 | NR    |
| 4.       | 2     | Gilles Vigne (54,5) Alain Hermitte (54,1) Gérard Letast (54,6) Michel Rousseau (52,0)             | Franciaország | 3:35,2 | NR    |
| 5.       | 3     | José Chicoy (54,6) Jorge Comas (54,7) José Pujol (55,0) Santiago Esteva (53,6)                    | Spanyolország | 3:37,9 | NR    |
| 6.       | 7     | Fabrizio Nardini (55,4) Roberto Pangaro (54,2) Michele D'Oppido (54,8) Giampiero La Monica (55,7) | Olaszország   | 3:40,1 | NR    |
| 7.       | 1     | Császári Attila (55,8) Riskó Géza (54,9) Csatlós Csaba (55,6) Szentirmay István (54,3)            | Magyarország  | 3:40,6 |       |
| 8.       | 8     | Ørjan Madsen (55,2 NR) Ulf Gustavsen (54,5) Jan-Erik Korsvold (55,1) Sverre Kile (56,6)           | Norvégia      | 3:41,4 | NR    |